# Cousolre
Cousolre là một xã trong vùng Hauts-de-France, thuộc tỉnh Nord, quận Avesnes-sur-Helpe, tổng Solre-le-Château. Tọa độ địa lý của xã là 50° 14' vĩ độ bắc, 04° 09' kinh độ đông. Cousolre nằm trên độ cao trung bình là 143 mét trên mực nước biển, có điểm thấp nhất là 67 mét và điểm cao nhất là 229 mét. Xã có diện tích 20,98 km², dân số vào thời điểm 1999 là 2362 người; mật độ dân số là 113 người/km².

## Thông tin nhân khẩu
| 1962  | 1968  | 1975  | 1982  | 1990  | 1999  |
| ----- | ----- | ----- | ----- | ----- | ----- |
| 2.936 | 3.004 | 2.894 | 2.632 | 2.471 | 2.362 |

## Địa điểm tham quan
- Tòa thị chính (xây năm 1866)